# Hansei
Lo Hansei (反省? "auto-riflessione") è un concetto centrale della cultura giapponese. Il suo significato fa riferimento all'idea di trarre insegnamento dai propri errori passati al fine di evitarli in futuro e ottenere il massimo da quest'esperienza negativa (questo atteggiamento trova un parallelo nel proverbio tedesco "Selbsterkenntnis ist der erste Schritt zur Besserung", ovvero "La comprensione è il primo passo verso il miglioramento").
Un esempio circa questo atteggiamento è dato dal comportamento assunto dai politici giapponesi coinvolti in episodi di corruzione: appaiono in pubblico per chiedere pubblicamente scusa dei loro gesti passati e scompaiono dalla scena politica per alcuni anni. Dopo alcuni anni tuttavia ritornano nuovamente sulla scena politica, godendo del fatto che a quel punto il giapponese medio ritiene che abbiano "imparato la lezione".
Nelle aziende lo hansei è l'atteggiamento che un dirigente si attende da un suo sottoposto che abbia compiuto un errore. Il manager di livello superiore si assume ogni responsabilità mentre la divisione aziendale lavora per risolvere il problema.
Hansei significa anche l'accogliere il successo in ambito lavorativo con modestia e umiltà. Fermare lo hansei significherebbe di fatto bloccare il processo di crescita personale, in quanto un individuo diventerebbe a tal punto convinto della propria superiorità che smetterebbe di operare al meglio nel contesto in cui opera, in maniera egoistica e controproducente.